# May Pen
May Pen ist eine Stadt im Inselinneren Jamaikas. Sie ist die Hauptstadt des Clarendon Parish. Bei der Volkszählung 1991 wurden 45.903 Einwohner registriert.
May Pen ist Verkehrsknotenpunkt an der Kreuzung zweier wichtiger Fernstraßen. Bis zur Einstellung des öffentlichen Bahnverkehrs zweigte hier eine Nebenlinie der Kingston-Montego Bay Strecke in das südlich gelegene Anbaugebiet ab.
Wahrzeichen der Stadt ist ein steinerner Glockenturm, der nach Ende des Zweiten Weltkrieges errichtet wurde und sich an die alte Kolonialarchitektur anlehnt.

## Söhne und Töchter der Stadt
- Burchell Whiteman (* 1937/38), Diplomat und Politiker (PNP)
- Toots Hibbert (1942–2020), Ska- und Roots-Reggae-Sänger
- Horace Burrell (1950–2017), Fußballfunktionär und Unternehmer
- Milton Ottey (* 1959), kanadischer Hochspringer
- Lascelles Brown (* 1974), kanadisch-jamaikanischer Bobfahrer
- Omi (* 1986), Reggae- und Urban-Pop-Sänger
- Andre Blake (* 1990), Fußballspieler

## Verkehr
Bis 1992 existierte eine Bahnverbindung zum Bahnhof in Kingston.